# Những hồn ma tinh nghịch
Những hồn ma tinh nghịch là một chương trình thiếu nhi Úc - Anh được chiếu vào ngày 15 tháng 3 năm 2010 ở Anh và ở Úc vào ngày 5 tháng 4 năm 2010. Phim được sản xuất bởi Burberry Productions và Coolabi Productions với sự tài trợ từ Screen Australia.
Tại Việt Nam, phim từng được TVM Corp. mua bản quyền và phát sóng trên kênh HTV3.

## Tập phim
| Số | Tiêu đề             | Ngày phát sóng      |
| -- | ------------------- | ------------------- |
| 1  | "150 Years Later"   | 15 tháng 3 năm 2010 |
| 2  | "Dying to Belong"   | 16 tháng 3 năm 2010 |
| 3  | "Sisters in Mind"   | 17 tháng 3 năm 2010 |
| 4  | "Gold"              | 18 tháng 3 năm 2010 |
| 5  | "Law of the Jungle" | 19 tháng 3 năm 2010 |
| 6  | "The Baharee"       | 20 tháng 3 năm 2010 |
| 7  | "Hazel's Tree"      | 23 tháng 3 năm 2010 |
| 8  | "Reliving History"  | 24 tháng 3 năm 2010 |
| 9  | "A Friend Indeed"   | 25 tháng 3 năm 2010 |
| 10 | "Grendel's Cold"    | 26 tháng 3 năm 2010 |
| 11 | "Smoke and Mirrors" | 27 tháng 3 năm 2010 |
| 12 | "Love First Kiss"   | 30 tháng 3 năm 2010 |
| 13 | "Old Ghosts"        | 31 tháng 3 năm 2010 |

## Phát sóng tại Việt Nam
"Những hồn ma tinh nghịch" được phát sóng vào lúc 21h30, từ Thứ Hai đến Thứ Năm hàng tuần, bắt đầu từ ngày 24/9/2012 trên HTV3
| Đạo diễn chuyển âm: Thanh Hồng | Đạo diễn chuyển âm: Thanh Hồng |
| ------------------------------ | ------------------------------ |
| Rebecca                        | Thanh Hồng                     |
| Sophie                         | Ngọc Quyên                     |
| Hazel                          | Huyền Chi                      |
| Jonathan                       | Tiến Đạt                       |
| David                          | Gia Trí                        |
| Christine                      | Kim Phước                      |
| Haiwyn                         | Huỳnh An                       |
| Sophus                         | Trần Vũ                        |
| Agatha                         | Minh Chuyên                    |
| Buddy                          | Minh Triết                     |
| Grandel                        | Khánh Vân                      |
| Griffith                       | Quốc Tín                       |
| Danni                          | Ngọc Châu                      |

## Truyền hình quốc tế
| Quốc gia      | Kênh                                       | Series Premiere      |
| ------------- | ------------------------------------------ | -------------------- |
| Úc            | ABC1 / ABC3                                | 5 tháng 4 năm 2010   |
| Bỉ            | Ketnet                                     | 15 tháng 12 năm 2010 |
| Đức           | Nickelodeon                                | 30 tháng 4 năm 2010  |
| Israel        | Arutz HaYeladim                            | 25 tháng 11 năm 2010 |
| Ý             | Disney Channel / Rai Gulp                  | 2 tháng 1 năm 2011   |
| Na Uy         | NRK Super / NRK 3                          | 16 tháng 3 năm 2011  |
| Nga           | Kultura                                    | 19 tháng 12 năm 2011 |
| Thụy Điển     | SVTB                                       | 27 tháng 3 năm 2011  |
| Anh Quốc      | BBC2 / CBBC                                | 15 tháng 3 năm 2010  |
| Latin America | HBO Family / Yups Channel / Once TV México | 4 tháng 3,2013       |
| Việt Nam      | HTV3                                       | 24 tháng 9 năm 2012  |